# The First Year (1926)
The First Year is een Amerikaanse filmkomedie uit 1926 onder regie van Frank Borzage.

## Verhaal
Het eerste huwelijksjaar van Tom Tucker en Grace Livingston gaat niet over rozen. Grace heeft grootse plannen voor haar man, maar Tom is zelf veel minder ambitieus. Wanneer ze een etentje organiseert om de carrière van haar man een duwtje in de rug te geven, verloopt dat niet helemaal vlekkeloos.

## Rolverdeling
| Acteur               | Personage           |
| -------------------- | ------------------- |
| Matt Moore           | Tom Tucker          |
| Katherine Perry      | Grace Livingston    |
| John Patrick         | Dick Loring         |
| Frank Currier        | Dokter Livingston   |
| Frank Cooley         | Mijnheer Livingston |
| Virginia Madison     | Mevrouw Livingston  |
| Carolynne Snowden    | Hattie              |
| J. Farrell MacDonald | Mijnheer Barstow    |